# ТГ106
ТГ106 — радянський дослідний вантажний односекційний Тепловоз  з Гідропередачею.

## Історія
Використовуючи досвід проектування і будівництва тепловоза ТГ-105-001, Луганський тепловозобудівний завод 1961 закінчив проектування односекційного шестивісного вантажного тепловоза з гідравлічною передачею і двома дизелльними двигунами потужністю по 2000 к. с. кожен. Проектування очолював головний конструктор заводу А. Н. Коняєв. У жовтні того ж року завод побудував перший тепловоз нового типу, який отримав позначення ТГ106-001. На той час це був найпотужніший односекційний радянський тепловоз.

## Конструкція
Кузов тепловоза був звареною несною конструкцією з бічними стінками, які утворювали розкосі ферми. Кабіни машиніста, як і на тепловозі ТГ105-001, виготовлялися окремо і з'єднувалися з рештою конструкцією кузова зварюванням. По всьому периметру з'єднання розміщувалися гумові прокладки.
Кузов спирався на два триосьові бесшкворневі безщелепні візки. На кожен візок рама кузова спиралася чотирма бічними пружинними ковзаючими опорами з фрикційними гасителями коливань. Рама візка на букси спиралася циліндричними пружинами. Статичний прогин ресор першого ступеня (надбуксових) — 52 мм, другого ступеня — 72 мм. Для гасіння високочастотних коливань як у першій, так і в другій ступені підвішування, використовувалися гумові амортизатори. Букси з'єднувалися з рамою візка гумово-металевими блоками. Буксові підшипники роликові, циліндричні. Середні колісні пари візка мали розбіги 14 мм на сторону, крайні по 3-4 мм. Колеса, як і у більшості радянських тепловозів, мали діаметр 1050 мм. Гальмування колодкове, одностороннє.
На тепловозі було встановлено два дванадцятициліндрові двотактні V-подібні дизельні двигуни 4Д40 Коломенського тепловозобудівного заводу, що мали сталеві азотовані колінчаті вали замість литих армованих з високоміцного чавуну. Діаметр циліндрів — 230 мм, хід поршнів: основного — 300 мм, причіпного — 304,3 мм, швидкість обертання вала при номінальній потужності — 750 об/хв. Продування прямоточне клапанно-щілинне з охолодженням продувного повітря, наддув газотурбінний. На другому ступені наддуву, необхідного для надійного пуску і стійкої роботи двигуна при малих навантаженнях використовувався роторний нагнітач типу Рутс, як у двигуна 2Д100 на ТЕ3. Д40 на 750 об/хв розвивав 2000 к. с; мінімальна швидкість обертання вала (холостий хід) — 400 об/хв.